# 우라트부
우라트부(중국어: 乌喇特部, 몽골어: ᠤᠷᠠᠳ, 키릴문자: Урадын, Urad)는 오라테, 우라테 등으로도 불린 부족이고, 명나라, 청나라 시기의 몽골 부족이다. 명칭은 원나라의 하라치(哈剌赤)에서 따온 것이다.
칭기즈칸의 맏동생 주치카사르의 15세손 부르헤이 (투메니야하치의 아들, 퀴몽크타스하라의 동생) 때 호소는 우라트라 불렀고, 륜패륵과 그 북쪽에 유목을 하며 살았다. 청 태종 천총 7년 (1633년), 부르하이의 장남인 라이가의 손자 어무부, 어린 아들 바르사이의 손자 투바 및 증손자 서릉루가 홍타이지에 속했다. 청 세조 순치 초기에는 세 개의 자사크기로 편성되었고, 황하 허타오 북안에 이목아여 오란차부맹에 속했다. 지금도 네이멍구 바옌나오얼시에는 우라트 전기, 우라트 중기, 우라트 후기의 3기가 있다.